# NGC 6414
NGC 6414 este o galaxie situată în constelația Dragonul. A fost descoperită în 30 mai 1886 de către Lewis A. Swift.